# Piazza San Rufo
Piazza San Rufo o San Ruffo è una piazza del centro di Rieti. Un'antica tradizione, di origine almeno rinascimentale, vuole che in questa piazza si trovi il centro d'Italia, sulla base dei classici della letteratura latina che collocavano nel reatino l'Umbilicus Italiae.

## Descrizione

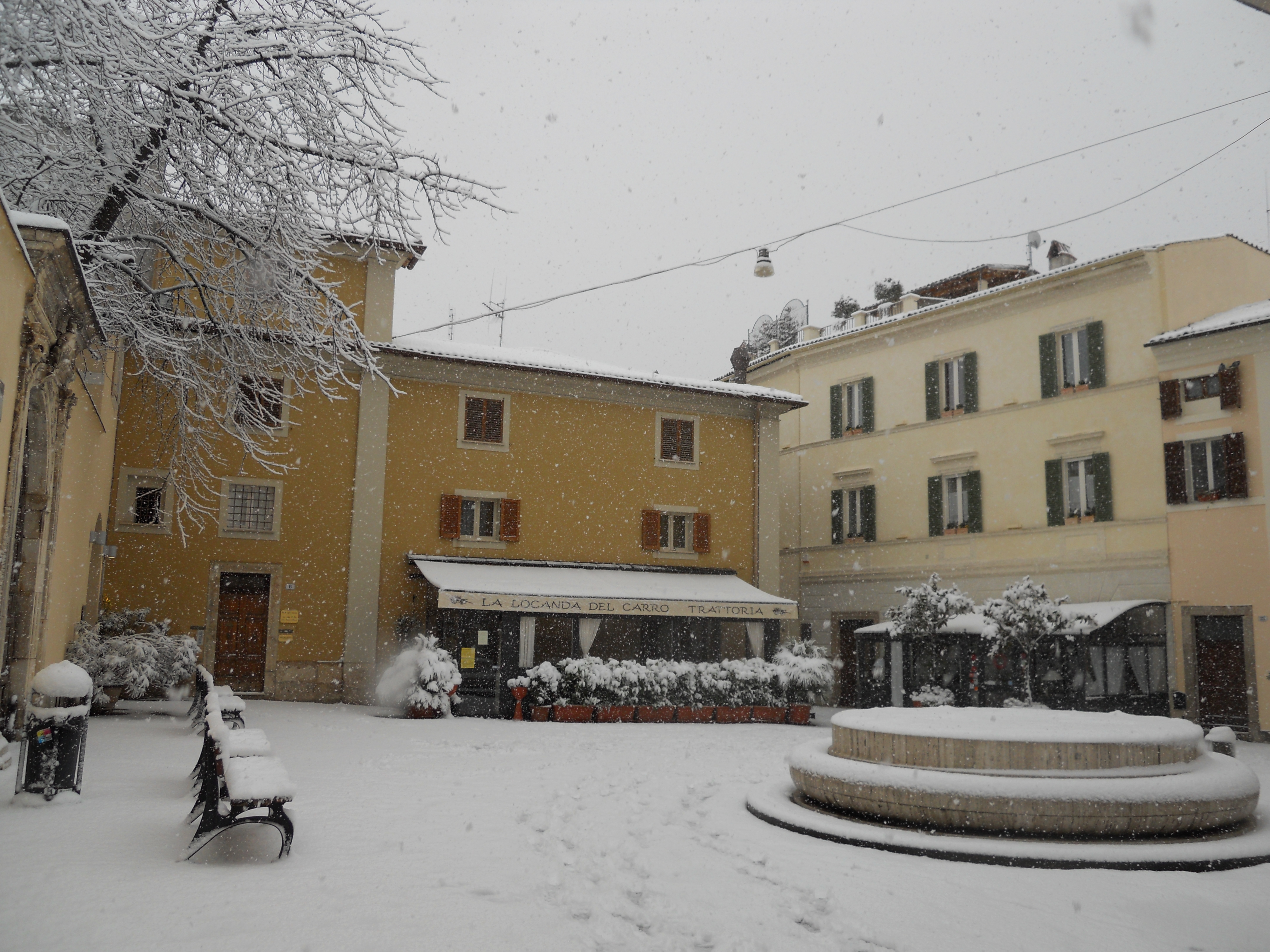
Il lato est della piazza durante una nevicata

Quella di San Rufo è una piccola piazza che si trova nel cuore del centro storico di Rieti, nel punto più alto della città. Nelle sue dimensioni raccolte e negli stretti vicoli che vi conducono, la piazza ben rappresenta la struttura del tessuto urbano medievale della città. Pur essendo molto vicina alle principali vie del centro, la piazza conserva un'atmosfera piuttosto appartata (anche per il fatto di essere inaccessibile al traffico automobilistico). Convergono nella piazza quattro stretti vicoli secondari, che la collegano alle principali arterie del centro storico:
- a nord si apre via Cerroni, che collega la piazza con via Garibaldi (l'antico decumano della città);
- ad ovest l'archetto sotto Palazzo Capelletti permette di accedere a via Capelletti, che la collega a via Roma (l'antico cardo della città);
- ad est si apre via San Rufo;
- a sud della piazza, dopo aver sceso i sette gradini di una breve cordonata, si imboccano via dei Crispolti (che si dirige verso oriente, in parallelo con via San Rufo) e la prosecuzione verso ovest di via San Rufo (che conduce in via Roma).

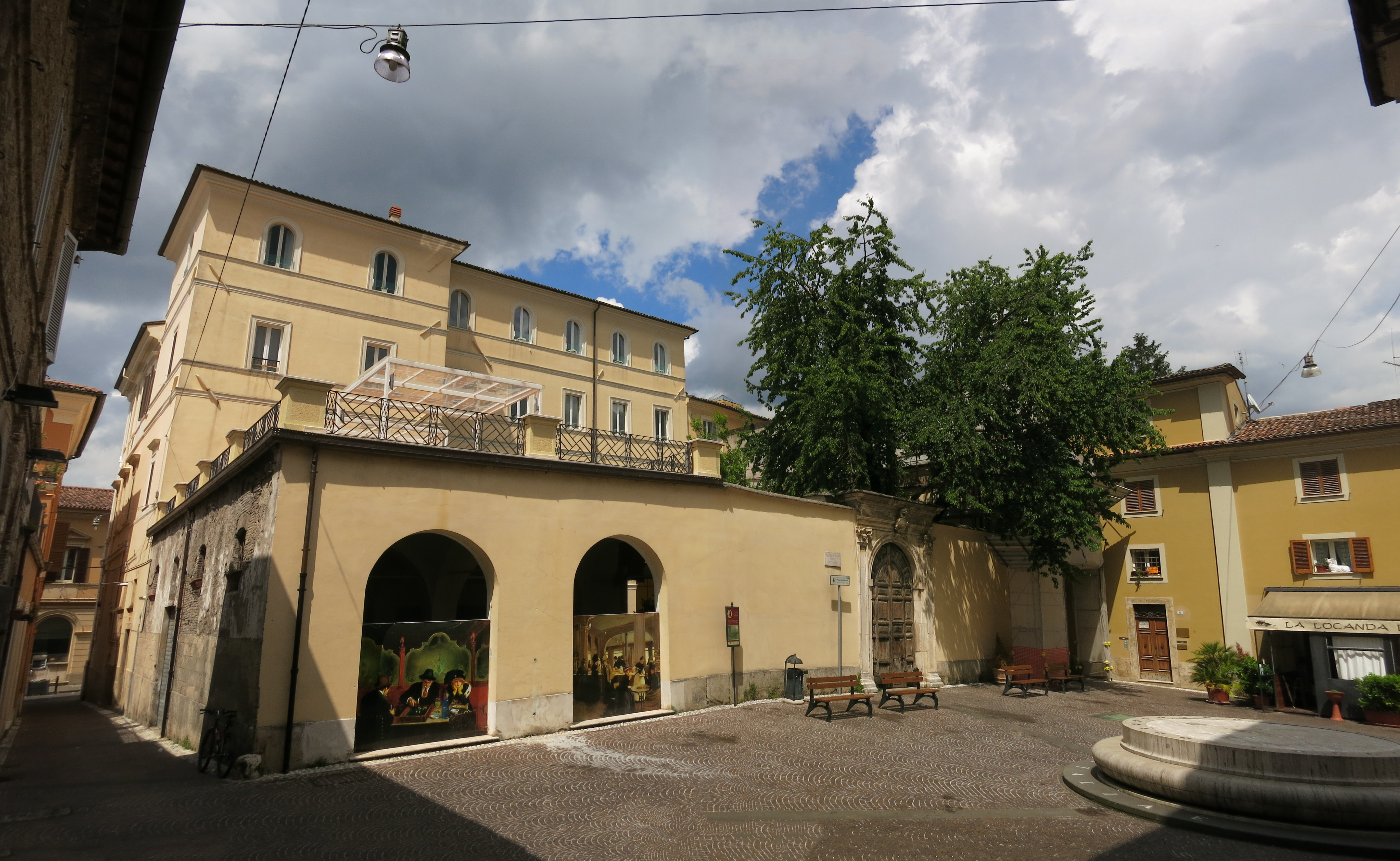
Il lato nord, con il muro che separa la piazza dalla corte di Palazzo Vincenti Mareri; a sinistra, via Cerroni.

La piazza è occupata per buona parte dalla piccola Chiesa di San Rufo, rivolta verso est, con facciata neoclassica di Melchiorre Passalacqua (1748) ed interno barocco, ma di origine altomedievale. All'interno della chiesa è ospitato, tra gli altri, il dipinto L'angelo custode (1610-1618) di Giovanni Antonio Galli detto lo Spadarino, opera di grande valore artistico tanto da essere stata a lungo attribuita al Caravaggio. Oltre alla chiesa, nella piazza si trovano:
- Sul lato ovest si affaccia un lato di Palazzo Capelletti (metà XVII secolo), gli altri lati del quale si affacciano sulla via omonima, su via Roma, piazza Vittorio Emanuele II (il caffè Gengarelli) e su via Garibaldi;
- Sul lato nord, la piazza è delimitata dal muro che circonda il cortile interno di Palazzo Vincenti Mareri (XVIII-XIX secolo, progettato da Giuseppe Valadier), che ha la facciata su via Garibaldi; lungo il muro si trova un accesso secondario, costituito da un portale dotato delle originali imposte lignee.
- Al centro della piazza è collocato il recente monumento al Centro d'Italia;
- A margine dalla piazza, al numero 19 di via San Rufo, si trova invece la Casa Zapparelli con la sua caratteristica finestra crociata, elemento architettonico medioevale tipico delle città di appartenenza guelfa;
- Da una teca di vetro posta nella pavimentazione si possono osservare i muri di epoca romana emersi nel corso di scavi archeologici avvenuti nel 1986[4], per quanto attualmente la teca sia divenuta opaca per l'usura;
- Ai due estremi della diagonale che attraversa la piazza (in corrispondenza degli ingressi di via Cerroni e via San Rufo) si trovano due sculture del 1989 con l'iscrizione "Texas Instruments", storica azienda del nucleo industriale di Rieti.

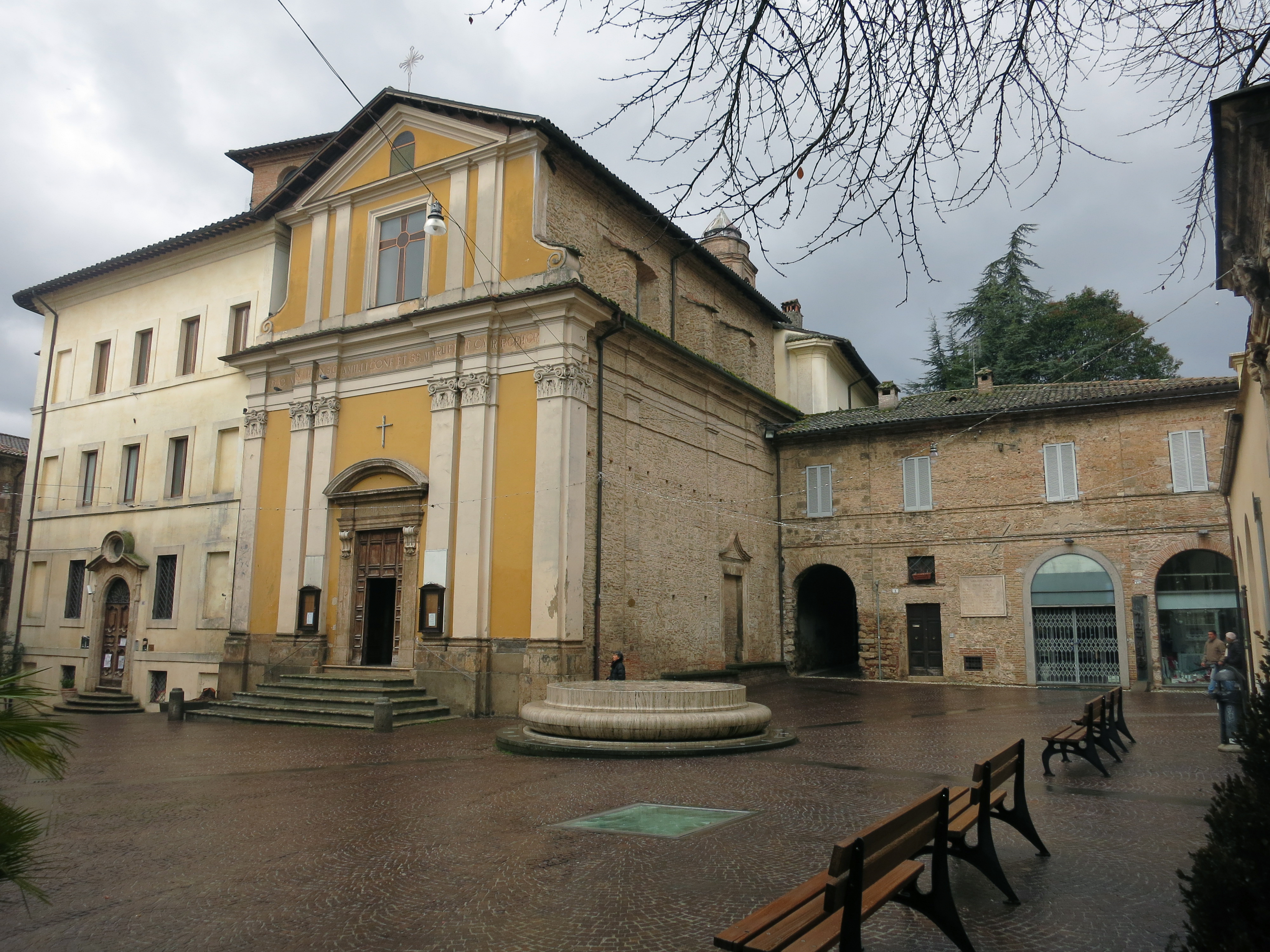
Il lato ovest della piazza, con la chiesa di San Rufo e l'arco sotto Palazzo Capelletti
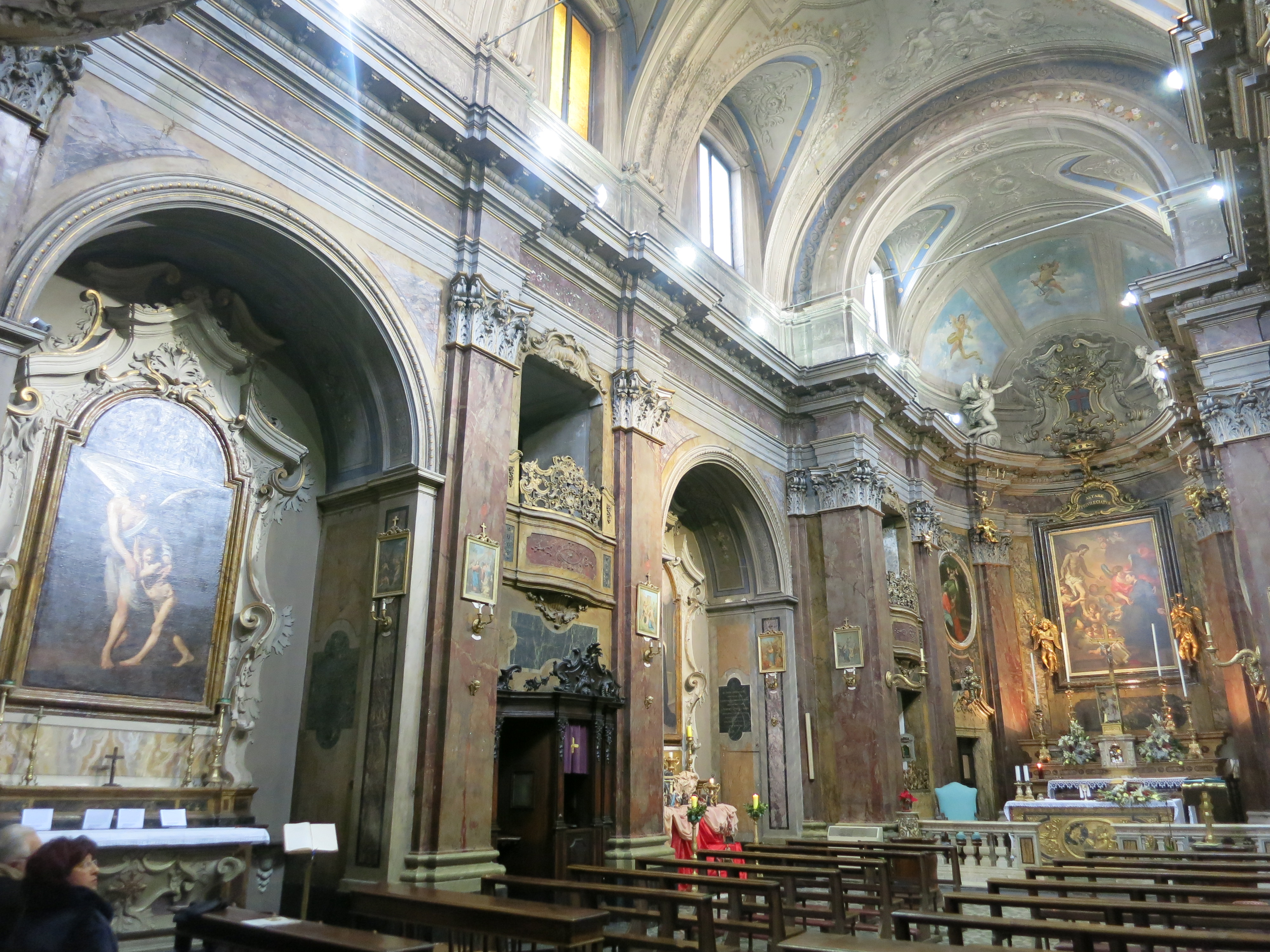
L'interno della chiesa di San Rufo
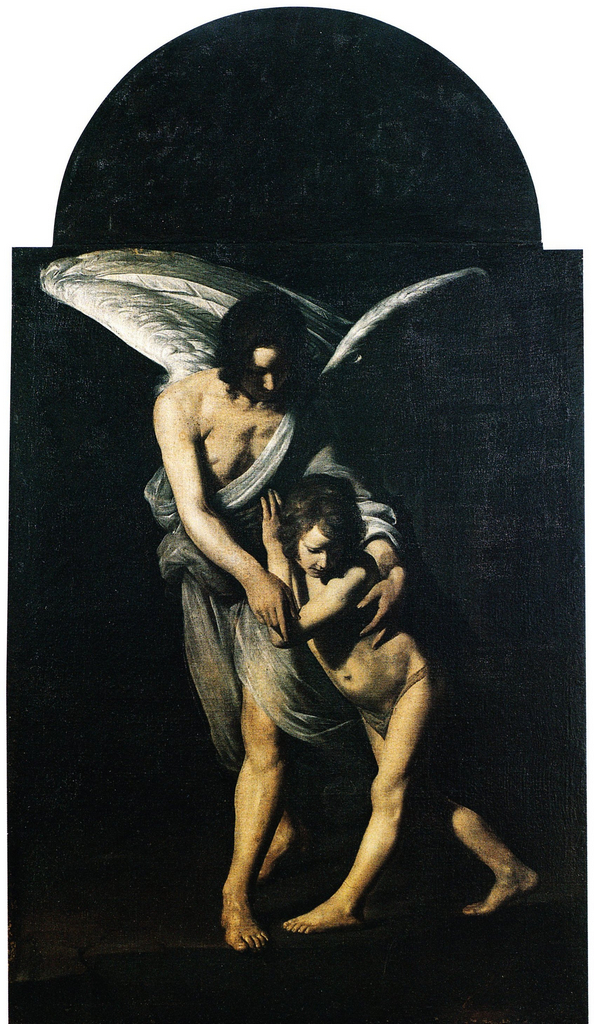
Il dipinto L'angelo custode, conservato nella chiesa di San Rufo
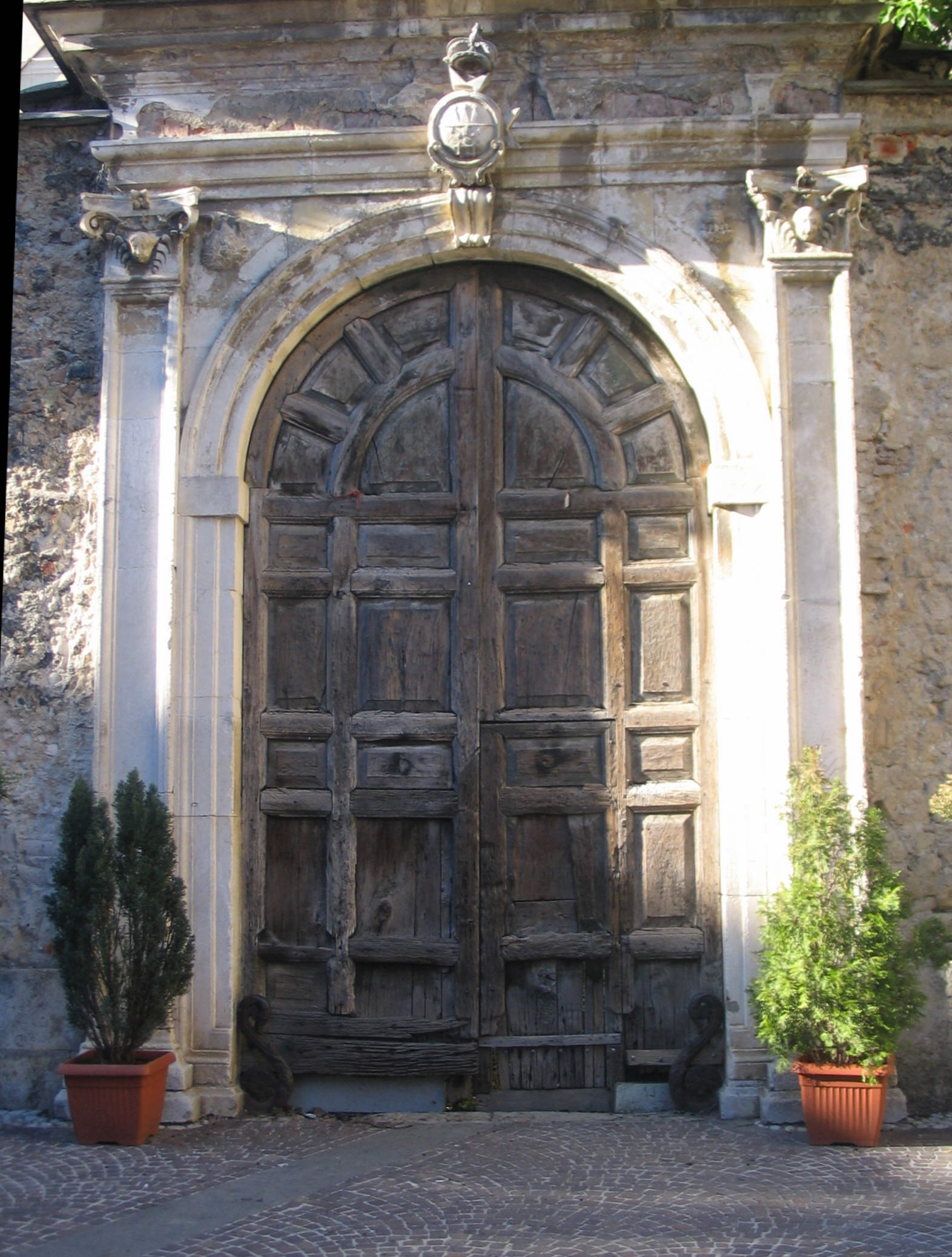
Il portale di accesso al cortile di Palazzo Vincenti Mareri
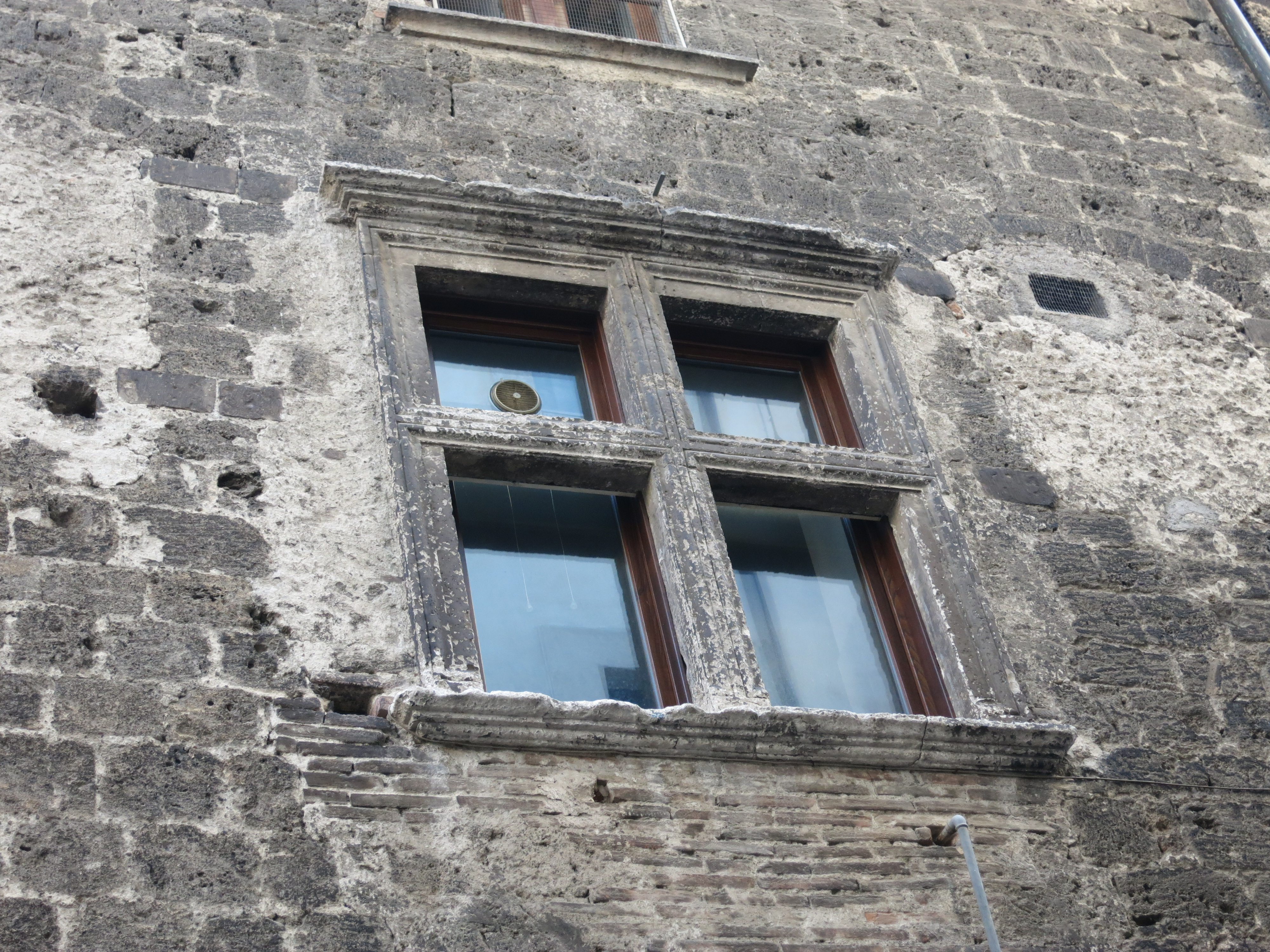
La finestra crociata di Casa Zapparelli

## Il centro d'Italia

### Testimonianze letterarie in epoca romana

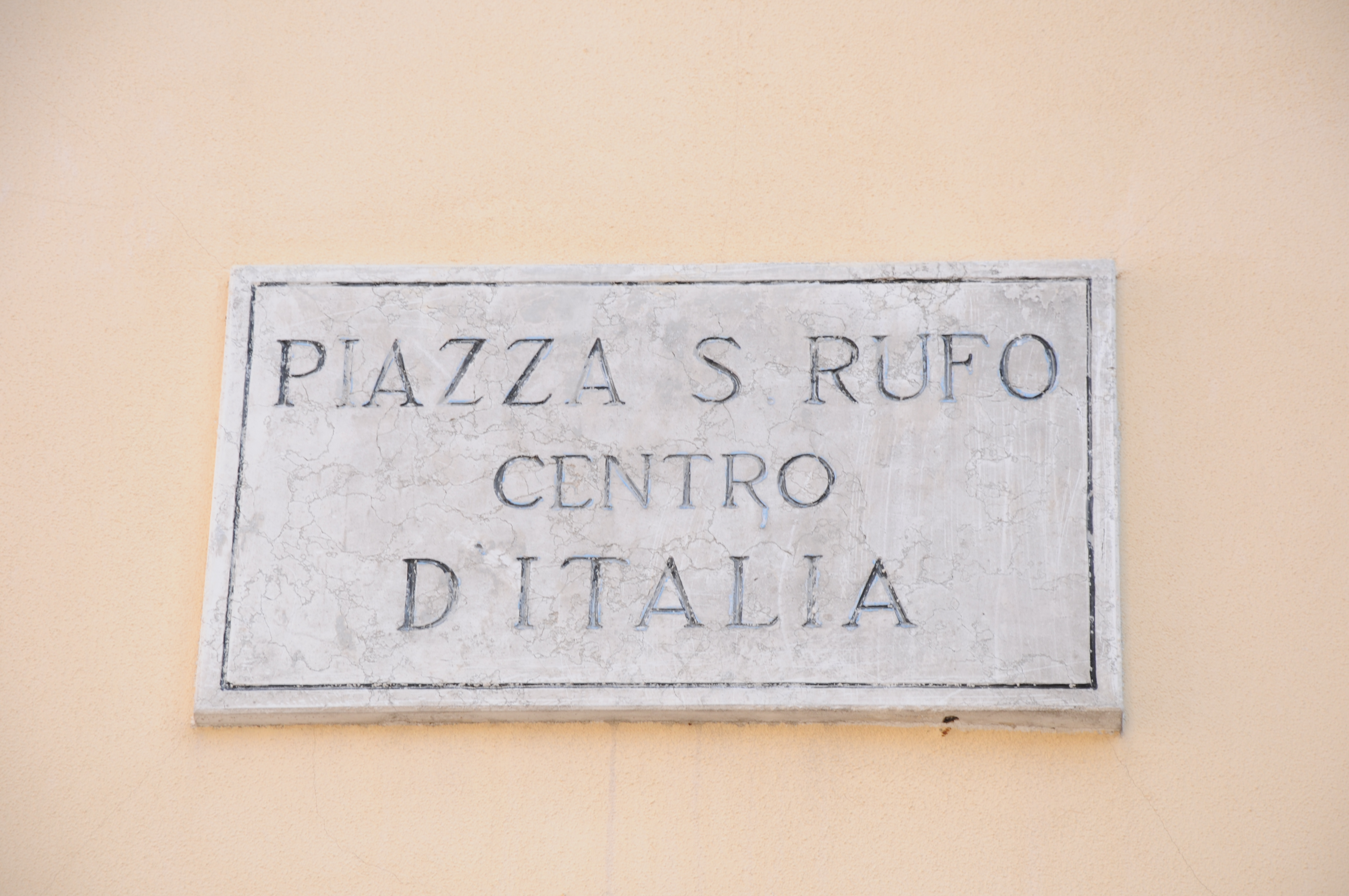
La targa che indica il nome della piazza

La tradizione che vuole Rieti al centro della penisola italiana è antichissima. Già in epoca romana infatti gli autori classici collocavano a Reate il centro d'Italia. La prima citazione in tale senso sembra risalire all'erudito reatino Marco Terenzio Varrone, che sosteneva che nell'agro reatino si trovasse l'Umbilicus Italiae ("ombelico" dell'Italia).
Ad essere ritenuto umbilicus Italiae era inizialmente il lago di Paterno, a 13 km da Rieti, oggi situato nella frazione Vasche del comune di Castel Sant'Angelo. Presso questo lago si trovavano le terme di Cotilia, le cui acque sulfuree venivano impiegate a scopi curativi. Nel mezzo del lago si ergeva un'isola galleggiante oggi scomparsa, coperta da una folta vegetazione, che forse per effetto di fenomeni carsici si spostava frequentemente, scomparendo e riapparendo; per via di questi fenomeni misteriosi, i Sabini attribuivano al lago un grande valore religioso e lo avevano consacrato alla dea Vacuna.
L'opera dove Varrone faceva menzione di questo fatto è andata perduta, come del resto la grande maggioranza della sua produzione; tuttavia la sua opinione è riportata da altri scrittori suoi contemporanei, come Plinio il Vecchio che nella Naturalis historia scrive:
(Plinio il Vecchio, Naturalis historia, III, XII, 109)
Similmente Silio Italico collocava a Reate l'ombelico d'Italia, così come a Delfi si trovava l'ombelico del mondo.

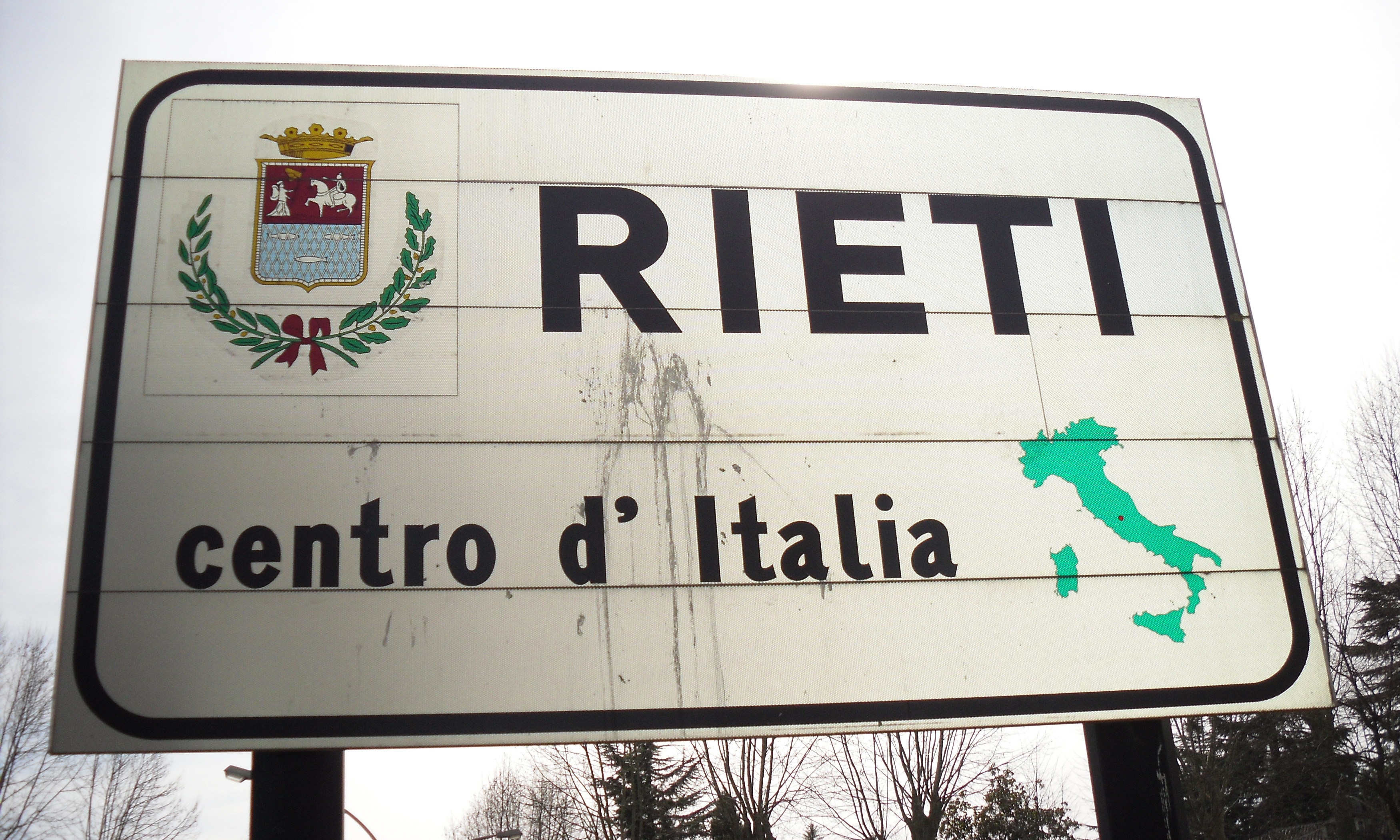
Cartello stradale di benvenuto posto sulle strade di accesso a Rieti

Virgilio, nel VII libro dell'Eneide, scrive:
Nobilis, et fama multis memoratus in oris,

Amsancti valles, densis hunc frondibus atrum

Urget utrinque latus nemoris, medioque fragosus

Dat sonitum saxis, et torto vertice torrens»
famoso e ricordato in molti posti,

la valle di Ansanto; un lato boscoso da ogni parte

lo preme di dense fronde e nel mezzo un torrente fragoroso

e dal tortuoso vortice tra i sassi dà un rimbombo e cade»
(Virgilio, Eneide, VII libro, versi 563-567)
Questi versi si prestano a diverse interpretazioni; la critica moderna ritiene che il luogo indicato da Virgilio si trovi nell'attuale territorio comunale di Rocca San Felice in Irpinia, ma fino al secolo scorso i principali commentatori ed eruditi (tra cui Pierio Valeriano, Leandro Alberti, Bertrand Capmartin de Chaupy, Flavio Biondo e Giuseppe Marocco) identificavano la Valle d'Ansanto con l'agro reatino, riconoscendo nel "torrente" il fiume Velino che si getta fragorosamente nel Nera con la cascata delle Marmore.
L'esistenza nella tradizione letteraria latina di due "ombelichi dell'Italia" diversi, uno Varroniano ed uno Virgiliano, non è contraddittoria ma piuttosto frutto della trasposizione di tradizioni preesistenti, dato che tutti i popoli italici preromani attribuivano un valore religioso di accesso agli inferi ai luoghi caratterizzati da fenomeni vulcanici o carsici; per questo gli studiosi di letteratura latina parlano di "tradizione letteraria degli umbilici".
Si noti infatti che la nozione di umbilicus non è da intendersi come centro in senso geometrico, ma piuttosto in senso simbolico, ad evocare significati mistici e religiosi. Del resto lo stesso Varrone nel De lingua latina aveva esplicitato che il concetto di umbilicus (ombelico) non corrisponde a quello di medium (centro): nel primo la centralità è simbolica, legata a significati magici e religiosi, mentre nel secondo la centralità è intesa in senso geometrico e matematico. Questa sostanziale differenza si trasla perfettamente nella metafora anatomica dell'ombelico, che secondo Varrone non è il centro geometrico del corpo umano ma lo è simbolicamente, rappresentando la fertilità e l'origine della vita.
(Marco Terenzio Varrone, De lingua Latina, libro VII, 17)

### Dal medioevo ad oggi

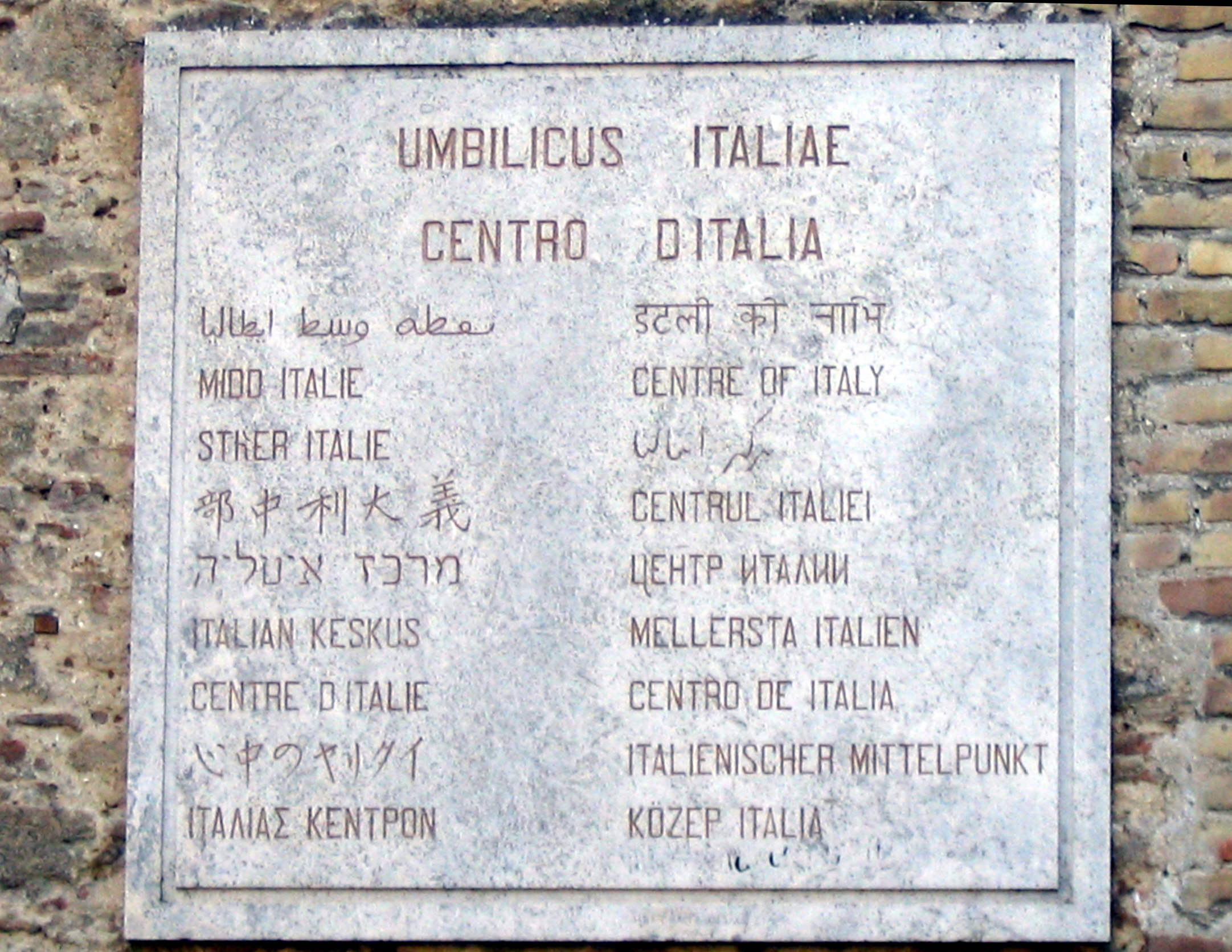
La lapide che indica il centro d'Italia

La tradizione di Rieti centro d'Italia continuò ad essere diffusa anche durante il medioevo: infatti, all'epoca era diffusa la convinzione che la città di Rieti distasse in linea retta 52 miglia italiane dal mare Adriatico ed altrettante dal mar Tirreno; viceversa si riteneva che distasse 310 miglia in linea retta da Augusta Pretoria (Aosta) ed altrettante da Capo dell'Armi (Calabria).
La posizione centrale di Rieti viene citata anche da opere letterarie di epoca rinascimentale e moderna, come il poema Troja rapita di Loreto Vittori del 1662, l'Orbis sacer et profanus illustratus di Francesco Orlandi del 1737 o il dizionario Thesaurus linguae latinae di Robert Estienne del 1532.
Più tardi l'"umbilicus" iniziò ad essere individuato all'interno della città di Rieti, precisamente in piazza San Rufo. Questa precisa collocazione viene riportata dall'Angelotti già nel 1635.
Già nel Seicento, a memoria di questa tradizione, nella piazza si trovava una colonnina di granito. Nel 1800 il brigadiere pontificio Giuseppe Capelletti la fece sotterrare nel luogo esatto dove era eretta, e la sostituì con una pietra dove era incisa la frase «Medium Totius Italiae».
In seguito al furto della pietra, il 29 marzo 1950 quest'ultima fu sostituita da una lapide, murata nel lato ovest della piazza, che riporta la scritta "Centro d'Italia" in 20 lingue ed è tuttora visibile.
La sistemazione attuale della piazza è il risultato di un intervento di ripavimentazione eseguito a fine anni Ottanta. In occasione dell'inizio di questi lavori, nell'autunno del 1986 furono eseguiti degli scavi archeologici, durante i quali emerse molto materiale ceramico sia di età romana che medioevale, e delle murature di epoca romana; la limitatezza dell'area indagata, tuttavia, non permise di determinare quali funzioni svolgeva l'edificio. Per permettere di osservare i resti, nella pavimentazione fu inserita una teca in vetro.

### Il monumento all'Umbilicus Italiae
Nel 1998, nel corso di una visita dell'amministrazione comunale di Rieti alla città georgiana di Tbilisi, la facoltà di architettura dell'università locale fece dono alla città sabina di un monumento che celebra il centro d'Italia, opera degli architetti G. Beridze e A. Meskhi e realizzato da imprese italiane.

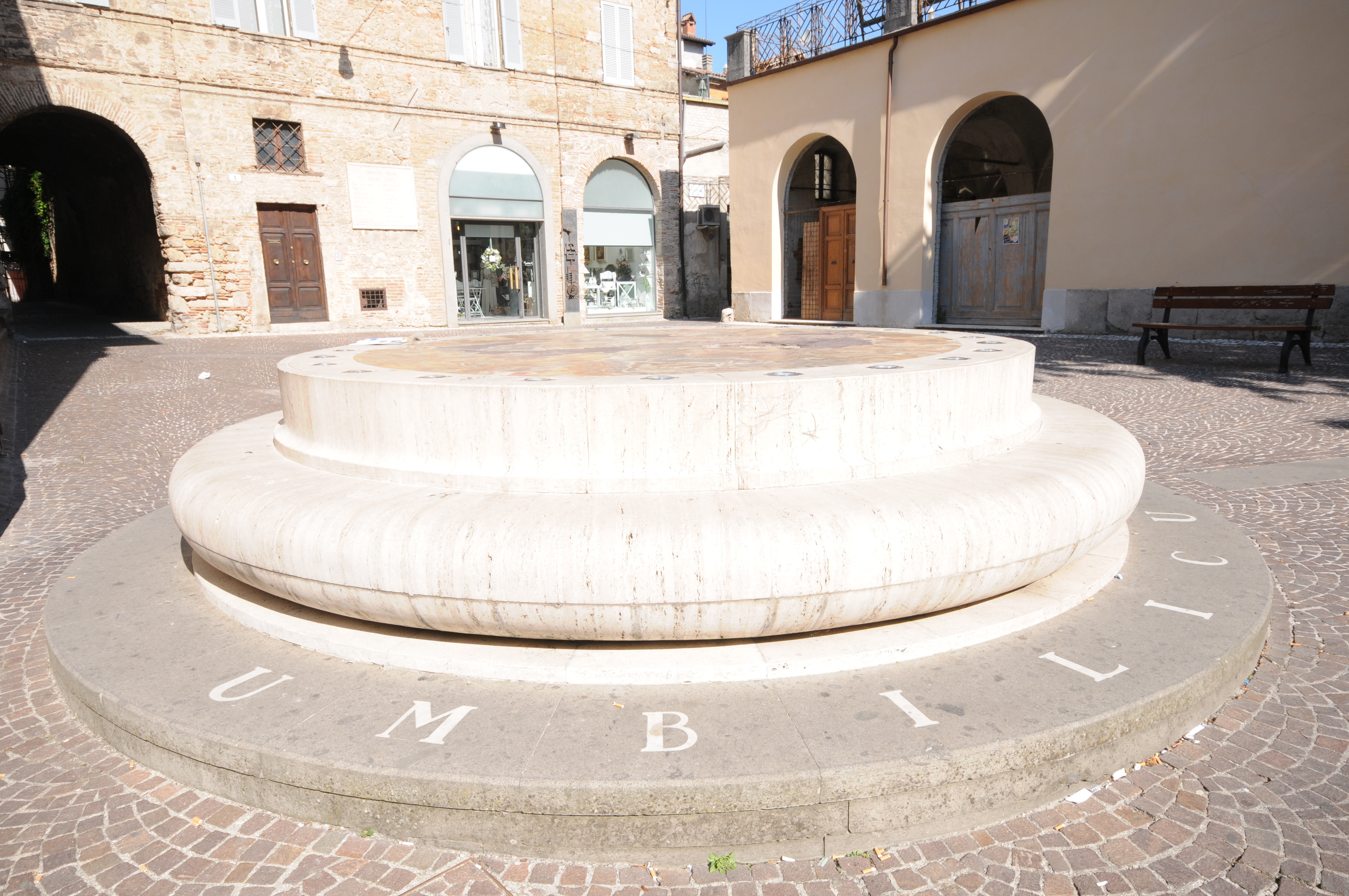
Il monumento allUmbilicus Italiae

Il monumento, realizzato in travertino, richiama nella forma il basamento di una colonna e funge da sedile; sul basamento riporta la scritta "Umbilicus Italiae" mentre nella parte superiore contiene una decorazione in marmi policromi raffigurante l'Italia e dei faretti che proiettano luce verso l'alto. Nel 2001 l'amministrazione Cicchetti collocò il monumento al centro della piazza.
Il monumento non è mai stato molto amato ed è oggetto di diverse critiche, per via della sua discutibile estetica considerata kitsch, per la forma bassa e circolare che gli ha valso sin da subito il soprannome ironico di caciotta, per la sua dimensione (considerata incongrua rispetto alla piccola superficie della piazza), per la sua posizione (non allineata con l'asse di via Capelletti) e anche per i numerosi atti vandalici a cui è stata soggetta che la riducono periodicamente in condizioni poco degne di una città turistica. Contro il monumento si è espresso, con il solito linguaggio colorito, anche il critico Vittorio Sgarbi.
Per queste ragioni si è parlato più volte di rimuoverlo, spostandolo in un altro luogo della città, oppure di interrarlo parzialmente allo scopo di portare la sua parte superiore allo stesso livello della pavimentazione ripristinando la calpestabilità di quella parte della piazza. Nel 2003 la Fondazione Varrone si era offerta di finanziarne lo spostamento, ma la giunta Emili rifiutò l'offerta perché avrebbe reso necessaria una risistemazione dell'intera piazza; nel 2013 la giunta Petrangeli dichiarò di voler dare luogo allo spostamento ma nel 2016 decise di lasciare il monumento al suo posto, effettuando interventi di ripristino dei faretti luminosi e della sagoma dell'Italia (i marmi erano stati trafugati).
Il comune di Rieti ha nel frattempo indetto un concorso di idee per la riqualificazione dell'intera piazza, che si è concluso nel 2011 con la selezione del progetto vincitore, il quale prevede la rimozione del monumento e considera «semplicistico» l'approccio di «rappresentare in forma fisica un tema dai contenuti quasi esclusivamente immateriali»; il progetto tuttavia non è stato ancora realizzato e il suo finanziamento è stato legato ad eventuali ribassi d'asta nei lavori PLUS portati avanti in altre aree del centro storico.

### Altre tradizioni e studi moderni

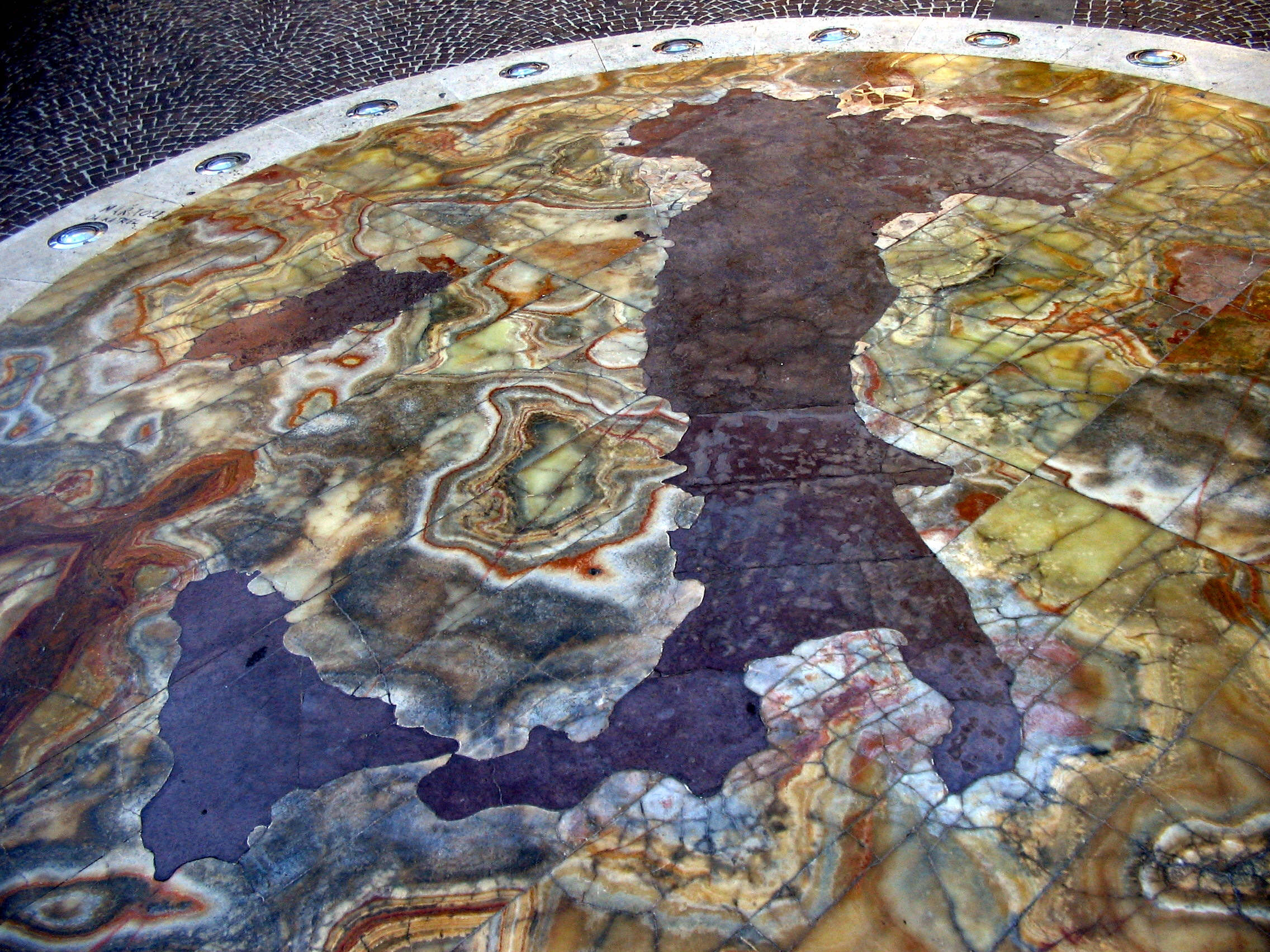
La decorazione in marmo con la sagoma dell'Italia sulla parte superiore del monumento, oggi non più presente e sostituita da una sagoma metallica dello Stivale

L'etichetta di "centro d'Italia" attribuita a Rieti risponde a ragioni letterarie e storiche e non ad un preciso criterio scientifico. Nella stessa condizione di Rieti si trovano anche altre città del centro Italia, che vantano una presunta centralità sulla base di tradizioni simili; l'esistenza di più luoghi con tale etichetta è da ritenersi normale, perché la loro origine deriva da tradizioni più o meno antiche, e non necessariamente da validi criteri scientifici.
È ad esempio il caso di Foligno, che una tradizione vuole "centro del mondo" e dove all'inizio del Novecento il caffè Sassovivo si promuoveva indicando come punto esatto il birillo centrale di un suo tavolo da biliardo. Inoltre in provincia di Rieti ci sono altre due cittadine legate alla tradizione Varroniana dell'Umbilicus Cutiliense: si tratta di Cittaducale (dove nel 1620 il vescovo civitese Pietro Paolo Quintavalle appose una targa indicante l'Umbilicus Italiae nella chiesa di Santa Maria di Sesto) e di Antrodoco (dove all'esterno della chiesa di Santa Maria extra moenia si trovano una colonna e una lapide che indicano l'Umbilicus Italiae).
Dal punto di vista scientifico, l'Istituto Geografico Militare di Firenze ha più volte dichiarato che sia impossibile determinare il centro dell'Italia in quanto lo stivale non è una figura geometrica; la sua forma può essere ridotta ad un poligono ma diviene necessario decidere se inglobarvi tutte le isole oppure solo alcune, e anche in questo caso (trattandosi di un poligono irregolare) non esisterebbe una definizione unica di centro, concetto che deve quindi essere definito arbitrariamente (ad esempio come baricentro, come centro della circonferenza circoscritta o centro del rettangolo circoscritto).
Tuttavia in tempi recenti sono stati condotti studi non ufficiali che hanno impiegato i criteri più diversi, incoronando varie località: tra queste
- la frazione Monteluco del comune di Spoleto;[41]
- la frazione Bardano del comune di Orvieto, la cui area artigianale di Fontanelle sarebbe stata eletta a centro d'Italia nel 2008 da uno studio del catasto olandese;[41][42][43]
- la città di Narni, che nel 2015, in accordo ad una ricerca portata avanti con dati dell'IGM da un pensionato appassionato di geografia, ha collocato una segnaletica indicante il centro d'Italia in località ponte Cardona;[41][44][45][46]
- il quartiere di Torre Spaccata, alla periferia di Roma.[44][47]

Secondo il geologo Mario Tozzi il centro cadrebbe invece in un punto del mar Tirreno.